# Sarolta Mogyorósi
Sarolta Mogyorósi, coniugata Korenné (Tiszaföldvár, 22 gennaio 1937 – 6 settembre 2021), è stata una cestista ungherese.

## Carriera
Con l'Ungheria ha disputato due edizioni dei Campionati del mondo (1957, 1959) e sei dei Campionati europei (1954, 1956, 1958, 1960, 1962, 1964).